# 正太寺 (豊橋市)
正太寺（しょうたいじ）は、愛知県豊橋市牛川町にある真宗高田派の寺院。

## 概要
山号は䆅忠山（しちゅうさん）。本尊は、阿弥陀如来・南無阿弥陀仏。

## 由来
天正19年（1593年）、大明寺と称する廃寺を、聖眼寺（豊橋市下地町）十三世行順が再興したものと伝えられている。その際、行順上人が聖徳太子二歳像を将来し、以降「大河戸」姓が聖眼寺より正太寺へと移った。本堂はこれまでに二度消失しており、現在の本堂は万延2（1861年）失火により焼失した後、明治14年（1881年）第十一世挺秀上人（晩翠）によって再建されたものである。

## その他
詩人の丸山薫の場所がここにある。彼は信者ではなかったので、戒名はない。